# Diviziunea de recensământ 12, Alberta
Diviziunea de recensământ din provincia canadiană Alberta cuprinde:
- Cities (Orașe)
  - Cold Lake

- Towns (Localități urbane)
  - Bonnyville
  - Elk Point
  - Smoky Lake
  - St. Paul

- Villages (Sate)
  - Glendon
  - Vilna
  - Waskatenau

- Summer villages (Sate de vacanță)
  - Bonnyville Beach
  - Horseshoe Bay
  - Pelican Narrows

- Municipal districts (Districte municipale)
  - Bonnyville No. 87, M.D. of
  - Lac La Biche County
  - Smoky Lake County
  - St. Paul No. 19, County of
- Improvement districts (Teritorii neîncorporate)

- Indian reserves (Rezervații indiene)
  - Beaver Lake 131
  - Cold Lake 149
  - Cold Lake 149A
  - Cold Lake 149B
  - Heart Lake 167
  - Kehewin 123
  - Puskiakiwenin 122
  - Saddle Lake 125
  - Unipouheos 121
  - White Fish Lake 128